# ماريان سميت
ماريان سميت (بالهولندية: Marianne Smit) هي عازفة قيثار ‏ هولندية، ولدت في 1984.

## نشأتها وموهبتها
ماريان سميت هي عازفة قيثار هولندية موهوبة، ولدت في عام 1984 في أمستردام. بدأت العزف على القيثارة في سن السادسة، وتلقت تعليمها في كونسرفاتوار أمستردام. وهي حاصلة على جائزة "الجائزة الكبرى" في مسابقة القيثارة الدولية في فيينا عام 2010.
بدأت ماريان سميت العزف على القيثارة بعد أن رأت شقيقتها الكبرى تعزف عليها. سرعان ما أصبحت متحمسة للآلة، وبدأت في أخذ دروس في سن السادسة. كانت طالبة موهوبة، وسرعان ما بدأت في إحراز تقدم ملحوظ.
في سن 12 عامًا، فازت ماريان سميت بجائزة في مسابقة قيثارة وطنية في هولندا. استمرت في الفوز بالجوائز في المسابقات المحلية والدولية، وسرعان ما أصبحت واحدة من أبرز عازفي القيثارة الشباب في أوروبا.
في عام 2010، فازت ماريان سميت بجائزة "الجائزة الكبرى" في مسابقة القيثارة الدولية في فيينا. كانت هذه الجائزة إنجازًا كبيرًا بالنسبة لها، وساعدتها في إطلاق مسيرتها المهنية.
منذ ذلك الحين، قدمت ماريان سميت العديد من الحفلات الموسيقية في جميع أنحاء العالم. وقد سجلت أيضًا العديد من الألبومات، بما في ذلك ألبومها الأول "ماريان سميت" الذي صدر عام 2012.
تتميز ماريان سميت بأسلوبها الفريد في العزف على القيثارة. وهي عازفة ماهرة، ولديها قدرة رائعة على التعبير عن المشاعر من خلال الموسيقى. وهي تتمتع أيضًا بحضور مسرحي قوي، مما يجعلها فنانة ممتعة للغاية للمشاهدة.
ماريان سميت هي عازفة قيثار موهوبة ، وهي من أبرز عازفي القيثارة في العالم. فهي مصدر إلهام للعديد من الشباب، وهي تساهم في تعزيز شعبية القيثارة كآلة موسيقية.